# تيميضي غزيفن (أزناڭن)
تيميضي غزيفن هي إحدى مشيخات المملكة المغربية، تتبع جغرافيا لإقليم ورززات وإداريًا لأزناڭن. يقدر عدد سكانها بـ 5334 نسمة حسب الإحصاء الرسمي للسكان والسكنى لسنة 2004.